# 奥霍恩
奥霍恩（德語：Ohorn）是德国萨克森州的市镇，隶属于包岑县。总面积为11.99平方千米，截至2023年12月31日总人口为2,501人。